# Галпин Алкок, Уолтер
Сэр Уолтер Галпин Алкок (англ. Sir Walter Galpin Alcock MVO; 29 декабря 1861[…], Эденбридж, Кент — 11 сентября 1947[…], Солсбери, Уилтшир) — английский органист и композитор, играл на трёх коронациях британских монархов. Он был также профессором органа в Королевском колледже музыки в Лондоне.

## Биография
Алкок родился в Эденбридж, Кент. В возрасте пятнадцати лет он выиграл стипендию на обучение в Королевском колледже музыки, где учился сочинять музыкальные произведение под руководством Артура Салливан и игру на органе у Джона Стайнера.
Играл на органе в церкви Святой Троицы на Слоун-стрит и в церкви Святой. Маргариты в Вестминстере. В 1893 году он был назначен профессором кафедры органа в Королевском музыкальном колледже. В 1896 был назначен помощником органиста Вестминстерского аббатства, помимо этого был одновременно органистом Королевской часовни в 1902 году. В 1916 году он стал органистом собора Солсбери, где курировал работу по реставрации знаменитого органа отца Уиллиса, которой занимался Генри Уиллис, внук отца Уиллиса.
Успехи Алкока позволили ему выделиться и стать приглашённым органистом в Вестминстерском аббатстве и сыграть на коронации трёх королей: Эдуарда VII (1902), Георга V (1911) и Георга VI (1937).
Между 1917 и 1924 годами Алкок, вместе с Чарльзом Харфордом Ллойдом, попеременно занимал пост председателя Общества Мадригалов, став преемником сэра Фредерика Бриджа, который был назначен на эту должность в 1888 году.
Алкок был посвящён в рыцари в 1933 году за заслуги на музыкальном поприще. Он был талантливым педагогом и его учебные пособия и по сей день сохранили свою ценность. Среди его заметных учеников были Эдвард Bэрстоу, Ральф Даунс, и С. Драммонд Вулф.
Алкок умер в возрасте 85 лет. Его панихида прошла вСолсберийском соборе.

## Семья
Уолтер Галпин Алкок был сыном Уолтера Уильям Алкока и Мэри Галпин.
В 1893 году Алкок женился на Наоми Бланш Лукас. У них был один сын и пятеро дочерей. Старшая дочь, Наоми Джудит, вышла замуж за Дингуолла Бейтсона в 1922 году.